# Kalt wie Eis
Kalt wie Eis és una pel·lícula alemanya de cinema negre de l'entorn de Berlín Occidental del 1981. Va ser dirigit per Carl Schenkel, qui va presentar la seva primera pel·lícula que va dirigir sota el seu propi nom.

## Sinopsi
Mike està fart de tot i de tothom. Amb només 18 anys, inicialment va deixar l'aprenentatge com a mecànic de cotxes perquè suposadament el seu mestre va actuar estúpidament amb ell. Després hi ha problemes constants amb els pares que no els agrada el seu estil de vida. El jove deixa enrere la seva vida anterior, intransigent i radical. Tanmateix, la "llibertat" acabada de guanyar no el porta més lluny: afartades als pubs del barri de Kreuzberg i històries amb dones, que tampoc el satisfan realment. Sembla que les coses no canvien fins que Mike coneix la Corinna, una bellesa del barri de cabells foscos. Però aleshores Mike finalment pren el camí equivocat i la seva existència amenaça de sortir-se-li de les mans...
Com a membre menor d'una banda, arregla motocicletes robades i és atrapat ràpidament: la presó de menors i una altra espiral descendent són les conseqüències. La Corinna, que es va comprometre a esperar-lo, cada cop el visita menys. La ira d'en Mike bull i decideix sortir de la presó. Després que la seva exitosa escapada que va costar la vida a un policia, el petit criminal s'ha convertit en un perillós criminal per les autoritats i el rebel ros comença a ser perseguit. Traït pels seus companys de la banda, que al seu torn creuen que els va delatar a la policia, Mike comença a entorpir. Un excés de violència, nascut de la frustració general amb la vida, ja no es pot aturar i Mike es venja sagnantment i explosiva dels seus antics amics...

## Repartiment
- Detlev “Dave” Balko: Mike
- Brigitte Wöllner: Corinna
- Rolf Eden: Hoffmann
- Otto Sander: Kowalski